# Дишне-Ведено
Дишне-Ведено (рос. Дышне-Ведено) — село у Веденському районі Чечні Російської Федерації.
Населення становить 5674 особи (2019). Входить до складу муніципального утворення Дишне-Веденське сільське поселення.

## Історія
Згідно із законом від 20 лютого 2009 року органом місцевого самоврядування є Дишне-Веденське сільське поселення.

## Населення
| 1990  | 2002  | 2010  | 2012  | 2013  | 2014  | 2015  |
| ----- | ----- | ----- | ----- | ----- | ----- | ----- |
| 5210  | ↘3323 | ↗4834 | ↗4958 | ↗5082 | ↗5265 | ↗5418 |
| 2016  | 2017  | 2018  | 2019  |       |       |       |
| ↗5534 | ↗5569 | ↗5637 | ↗5674 |       |       |       |

### Мешканці
В селі народився Арсанукаєв Шайхі Абдулмуслімович (1930—2012) — чеченський поет і перекладач.
Басаєв Шаміль Салманович — Чеченський польовий командир, міжнародний терорист.